# Naruphol Ar-romsawa
Naruphol Ar-romsawa (thailändisch นฤพล อารมณ์สวะ, * 16. September 1988 in Kalasin), auch als Duong (thailändisch ดวง) bekannt, ist ein thailändischer Fußballspieler.

## Karriere

### Verein
Naruphol Ar-romsawa erlernte das Fußballspielen in der Schulmannschaft des Assumption College Thonburi sowie der Jugendakademie des Everton FC in England. Seinen ersten Vertrag unterschrieb er 2008 in Singapur bei Home United, einem Verein, der in der ersten Liga des Landes, der S. League, spielte. 2010 ging er zurück in seine Heimat und schloss sich dem Erstligisten Muangthong United an. 2012 wechselte er zum Ligakonkurrenten BEC–Tero Sasana FC nach Bangkok. Mitte 2012 verließ er Police und wechselte nach Ratchaburi zum Zweitligisten Ratchaburi Mitr Phol. Nach Vertragsende ging er 2014 wieder zu seinem ehemaligen Verein BEC–Tero Sasana FC. Nach nur einem Jahr schloss er sich 2015 Buriram United an. Hier unterschrieb er einen Zweijahresvertrag. 2016 lieh in Ligakonkurrent Chonburi FC für die Rückrunde aus. 2017 wechselte er nach Nakhon Ratchasima zum dortigen Erstligisten Nakhon Ratchasima FC. Nach über 100 Ligaspielen wechselte er im Juni 2022 nach Khon Kaen zum ebenfalls in der ersten Liga spielenden Khon Kaen United FC. Für den Verein aus Khon Kaen bestritt er 18 Ligaspiele. Im Sommer 2024 wurde sein Vertrag bei dem Erstligisten nicht verlängert.

### Nationalmannschaft
Von 2005 bis 2007 spielte Naruphol Ar-romsawa sechsmal in der thailändischen U-19-Nationalmannschaft. Viermal trug er 2010 das Trikot der U-23-Nationalmannschaft. 2010 absolvierte er zwei Spiele für die thailändische Nationalmannschaft.

## Erfolge
Buriram United
- Thailändischer Meister: 2015
- Thailändischer Pokalsieger: 2015
- Thailändischer Ligapokalsieger: 2015
- Kor-Royal-Cup-Sieger: 2015
- Mekong Club Championship: 2015

Muangthong United
- Thailändischer Pokalfinalist: 2010

Ratchaburi Mitr Phol
- Thailändischer Zweitligameister: 2012  ▲

BEC Tero Sasana
- Thailändischer Ligapokalsieger: 2014